# Jacksonova–Harmsworthova expedice

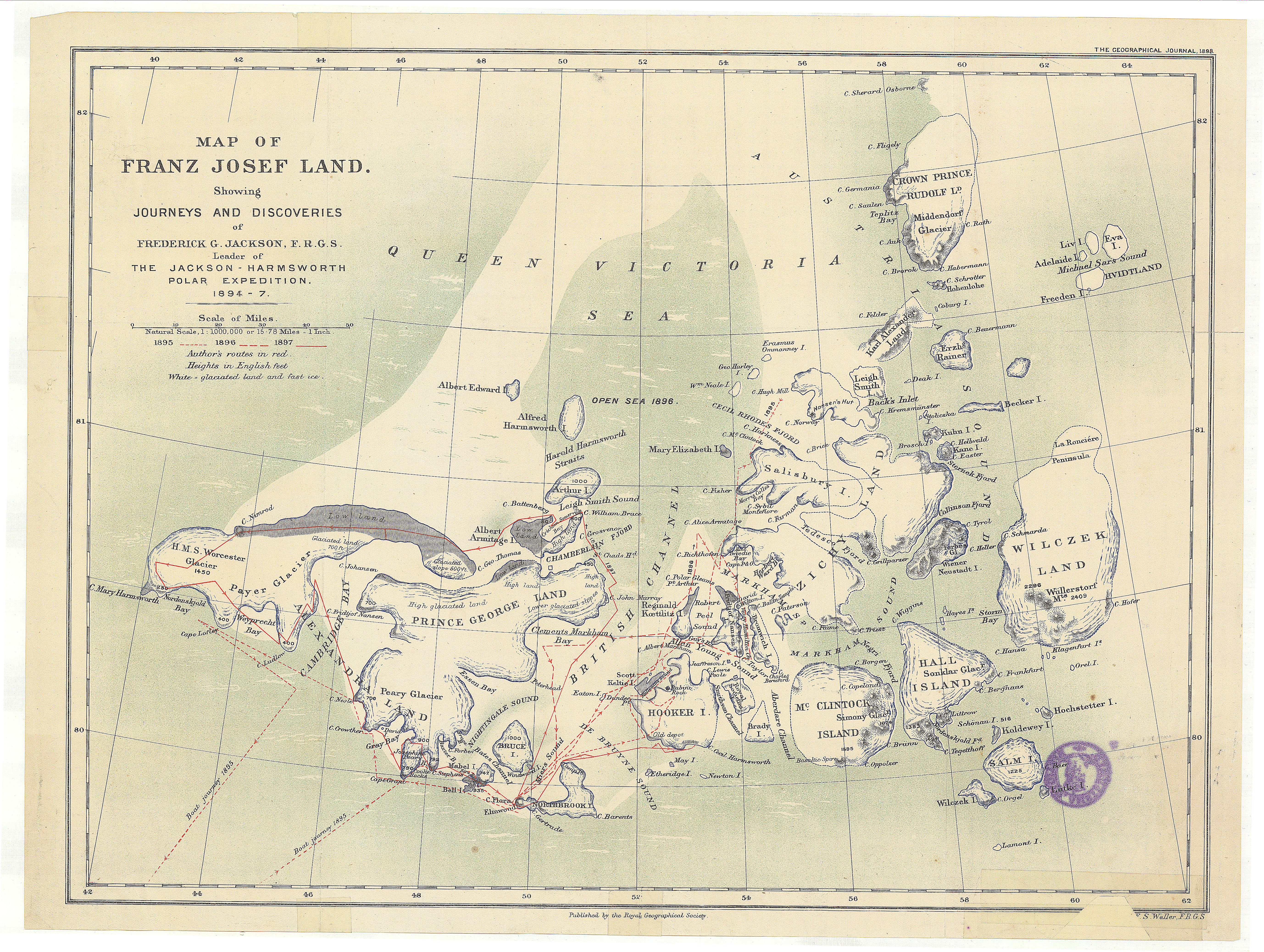
Mapa země Františka Josefa s vyznačenou trasou expedice

Jacksonova-Harmsworthova expedice byla průzkumnou plavbou do souostroví země Františka Josefa v Barentsově moři. Proběhla v letech 1894–1897 pod vedením britského polárníka Fredericka George Jacksona a zaplatil ji vydavatel novin Alfred Harmsworth. F. G. Jackson se na základě neúplných map mylně domníval, že souostroví je jižním výběžkem rozsáhlejší pevniny, která pokračuje dále k severnímu pólu. Expedice nakonec prozkoumala pobřeží několika ostrovů, ale nejsevernější dosažený bod jen o málo překročil 81° severní šířky.
Expedice se zúčastnili Albert Armitage, který prováděl astronomická, meteorologická a magnetická pozorování, fyzik a geolog Reginald Koettlitz, mineralog J. F. Child a botanik a zoolog Harry Fisher, kterého v roce 1896 nahradil William Speirs Bruce. Na mys Flora na Northobrookově ostrově, kde měla Jacksonova skupina základní tábor, se dostal na zásobovací lodi Windward.
Dne 17. června 1896 se s členy expedice na mysu Flora setkal Fridtjof Nansen a jeho společník Hjalmar Johansen, kteří tam dorazili po více než rok trvající cestě po zamrzlém oceánu, když předtím v březnu 1895 opustili loď Fram při nezdařeném pokusu o dosažení severního pólu. F. G. Jackson na základě jejich zkušeností zvažoval, že se vydá na severní pól sám. Členové expedice začali stavět kopie Nansenových saní a kajaků, ale nedostatek zkušeností s cestováním po ledu je od cesty odradil.